# GeoGRID
GeoGRID est un protocole de routage géocast dans les réseaux de types MANET.
Ce protocole divise le réseau sous la forme d’une grille. Dans chacune des cases de cette grille, seul un nœud aura la charge d’effectuer l’inondation. Les inondations sont donc ici limitées uniquement aux cases concernées. Dans chaque case, un nœud est élu « passerelle » selon un processus particulier. Mais dès qu’il quitte sa case, une autre passerelle doit être élue à sa place.
Cette technique réduit significativement le trafic et apporte la même garantie de livraison que LBM. Notamment avec la deuxième version de GéoGRID appelée « ticket-based » qui améliore encore le trafic en limitant le nombre de copie d’un paquet de données. Un certain nombre de tickets est délivré, autorisant un certain nombre de copies.
Ce protocole est particulièrement efficace dans les réseaux très denses. Car son fonctionnement basé sur une hiérarchie permet de libérer une bonne partie des nœuds de leur rôle de routeur. Il est donc très résistant aux réseaux de grandes échelles. À contrario, dans un réseau peu dense, le système d’élection induira une augmentation des paquets échangés. Surtout si les cases de la grille sont mal dimensionnée et qu’il y a peu de nœuds sous la responsabilité des nœuds élus passerelles. Dans ce cas d’utilisation, ce protocole peut s’avérer même moins efficace que le protocole LBM.